# المجمع التاريخي لمليلية
يعد المجمع التاريخي لمليلية أحد الأصول ذات الأهمية الثقافية في إسبانيا، وهو مدرج في النسيج الحضري لمدينة مليلية .

## تاريخ
في 11 أغسطس 1953، تم إعلان المنطقة القديمة لمدينة مليلية ، الجيب الإسباني على ساحل شمال إفريقيا، مجمعا فنيا تاريخيا بموجب مرسوم نشر في 9 سبتمبر من نفس العام في الجريدة الرسمية . بتوقيع الدكتاتور فرانسيسكو فرانكو وخواكين رويز جيمينيز ، وزير التربية الوطنية آنذاك. 
منحت المديرية الإقليمية لوزارة الثقافة في ديسمبر 1978 إعداد جرد معماري تم تسليمه في يناير 1980 وقامت لجنة تراث مليلية ، التي تم إنشاؤها في 9 يوليو 1979، بإجراءات يوم 11 فبراير 1980، في 26 فبراير، طلبت وزارة الثقافة من الوفد الحكومي تسمية المباني باسم BIC، وهي قائمة قدمت في 11 مارس تضم 25 مبنى وفي 6 أكتوبر، تمت معالجة الملفات الخاصة بـ 10 منها. 
في عام 1986، تمت الموافقة على توسيع المجمع التاريخي للمدينة، وفي ذلك الوقت كان يتمتع بوضع الأصول ذات الأهمية الثقافية . تشمل المنطقة المحمية مليلية لا فيجا و Ensanche Modernista وبعض مناطق الأحياء الصناعية والحقيقية. 

## أنظر أيضا
- الملحق: عمارة مليلية